# Bündnis Grundeinkommen
Das Bündnis Grundeinkommenⓘ (również jako: Die Grundeinkommenspartei, w skrócie: BGE, pol. Sojusz Dochodu Podstawowego) – niemiecka partia polityczna.

## Charakterystyka
Jednotematyczna partia polityczna stawiająca sobie za cel wprowadzenia bezwarunkowego dochodu podstawowego. BGE została założona 25 września 2016 roku w Monachium jako partia federalna – posiada struktury landoowe we wszystkich 16 krajach związkowych Niemiec.
W wyborach parlamentarnych w 2017 roku na BGE głosowało 97 539 osób (0,2% głosujących). W wyborach do Parlamentu Europejskiego w 2019 roku na Bündnis Grundeinkommen zagłosowało 66 327 osób (0,2% głosujących).
W maju 2019 roku partia miała 280 członków. Pierwszymi przewodniczącymi były osoby przed trzydziestką: Alina Komar, jej zastępca Moritz Meisel. Obecnie przewodniczącym jest lekarz Martin Sonnabend. Publicznie zadeklarowanym zwolennikiem BGE był Götz Werner – założyciel DM Drogerie Markt.